# George Ernest Wright
George Ernest Wright ( 1909 a 1974). Direcionou os estudos do Antigo Testamento,  arqueologia bíblica e foi um especialista em arqueologia do Oriente Próximo.  Tornou-se conhecido como célebre por seus trabalhos de datação de cerâmicas.
Nasceu em Ohio, filho de um ministro presbiteriano e recebeu sua formação na Faculdade Wooster de Ohio e no Seminário Teológico de McCormick em 1934. Tornou-se um dos mais notáveis defensores da relevância do estudo do Antigo Testamento  para o cristianismo.
Estudou junto com William Foxwell Albright na Johns Hopkins University, de onde recebeu seu PhD em 1937. Ensinou historia do Antigo Testamento e teologia no seminário MacCormick entre 1939 y 1958. Se uniu a Faculdade de Harvard Divinity School em 1958 onde foi professor de arquitetura, assim como membro do Museu Semítico de Harvard até sua morte em 1974.
O professor Wright publicou numerosas monografias e artigos em diferentes tópicos que vão desde teologia bíblica a arqueologia bíblica. Além disso fundou a revista "Near Eastern Archaeology Magazine".

## Expedições arqueológicas
Durante sua carreira como instrutor, o professor Wrioght dirigiu três expedições arqueológicas:
- (1956-1974) Expedição arqueológica Drew-McCormick a Shechem;
- (1964-1965)  Escola de expedição arqueológica a Tell Gezer;
- (1971-1974) Expedição americana a Idalion, Cipro.